# Gemerské Dechtáre
Gemerské Dechtáre – wieś (obec) na Słowacji położona w kraju bańskobystrzyckim, w powiecie Rymawska Sobota. Pierwsze wzmianki o miejscowości pochodzą z roku 1246. 
Według danych z dnia 31 grudnia 2012, wieś zamieszkiwały 454 osoby, w tym 242 kobiety i 212 mężczyzn.
W 2001 roku pod względem narodowości i przynależności etnicznej 2,78% mieszkańców stanowili Słowacy, a 96,79% Węgrzy.
Ze względu na wyznawaną religię struktura mieszkańców kształtowała się w 2001 roku następująco:
- Katolicy rzymscy – 96,79%
- Ewangelicy – 0,43%
- Ateiści – 0,43%
- Nie podano – 0,43%